# Société de forgeage de Rive-de-Gier
De Société de forgeage de Rive-de-Gier (SFR) was een Frans bedrijf voor metaalbewerking, vooral bekend voor de productie van metalen gascilinders. Het bedrijf werd opgericht in 1961 in Rive-de-Gier (Loire) en hield op te bestaan in 1983.
SFR ontstond in 1961 door de fusie van twee metaalbewerkingsbedrijven uit Rive-de-Gier: Établissements Brunon-Valette en Société des forges de Rive-de-Gier. De Établissements Brunon-Valette werd opgericht in 1896 maar gaat terug op een koper- en bronsgieterij opgericht door Jean-Baptiste Brunon in 1832. De Société des forges de Rive-de-Gier ontstond door de fusie van de fabriek Lacombe, opgericht in 1828, en de Établissements Bedel et Reynaud. 
Het bedrijf maakte obussen, reservoirs en gasflessen met behulp van het Ehrhardt-procédé (SFR noemde dit SanSoudure - "zonder lasnaad"). Dit werd ontwikkeld door de Duitse uitvinder Heinrich Ehrhardt (1840-1928) en liet toe holle metalen containers te maken zonder lasnaden. Voor de productie van gascilinders was SFR Europees marktleider. In 1970 telde de firma 474 werknemers.
In 1974 werd het bedrijf onderdeel van de Groupe Derain. De knowhow verhuisde naar het buitenland en de fabriek in Rive-de-Gier bleek niet meer rendabel. In 1980 volgde een overname door lokale ondernemers, maar in 1983 legde SFR de boeken neer. Er volgde nog een doorstart op initiatief van de werknemers onder de naam Société de soudage et forgeage de Rive-de-Gier (SSFR), maar de fabriek sloot definitief in 1989. De fabrieksgebouwen aan de oever van de Gier werden afgebroken en op de site kwamen er grote winkelpanden.